# Mike Smeulders
Mike Smeulders is een Vlaams muzikant.

## Levensloop
Hij begon met privéles accordeon op vijfjarige leeftijd. Daarna volgde hij notenleer aan de muziekacademie van Kalmthout en klassieke accordeonlessen aan de Rijksmuzikacademie te Antwerpen. In 1991 behaalde hij de eerste prijs notenleer KVMC Brussel. In 1992 werd hij laureaat 'Procivitate' (accordeon) en in 1996 behaalde hij zijn diploma 'Meester in de muziek' aan het Koninklijk Conservatorium te Antwerpen.
Mike Smeulders vormt samen met zijn broer Ivan het duo 'Smeulders & Smeulders'. Beide broers werden bij het grote publiek bekend dankzij hun samenwerking met Bart Peeters. Een samenwerking die al meer dan 10 jaar duurt. Ook het Jacques Brel-project 'Tram 33' was een belangrijk project.
Mike maakt deel uit van De Ideale Mannen (de begeleidingsband van Bart Peeters) en deelt hij als vaste pianist/accordeonist het podium met Piet Van Den Heuvel. Daarnaast tourt hij met zijn eigen productie "Als ik (n)ooit eens..." door Vlaanderen en Nederland.
Naast zijn muzikale activiteiten heeft hij in 1999 de muziekhandel Mike’s Music opgericht. De laatste uitbreiding hiervan gebeurde in 2011 toen achter de muziekhandel cultuurhuis & educatief centrum Mimuze werd opgericht. In de concertzaal organiseren Mike en zijn vrouw Linsi Benoodt geregeld concerten en try-outs, en vooral de muziek-educatieve werking die anno 2021 zo‘n 450 leerlingen telt, dewelke onderricht krijgen in allerlei instrumenten.